# Waterschap (Nederland)

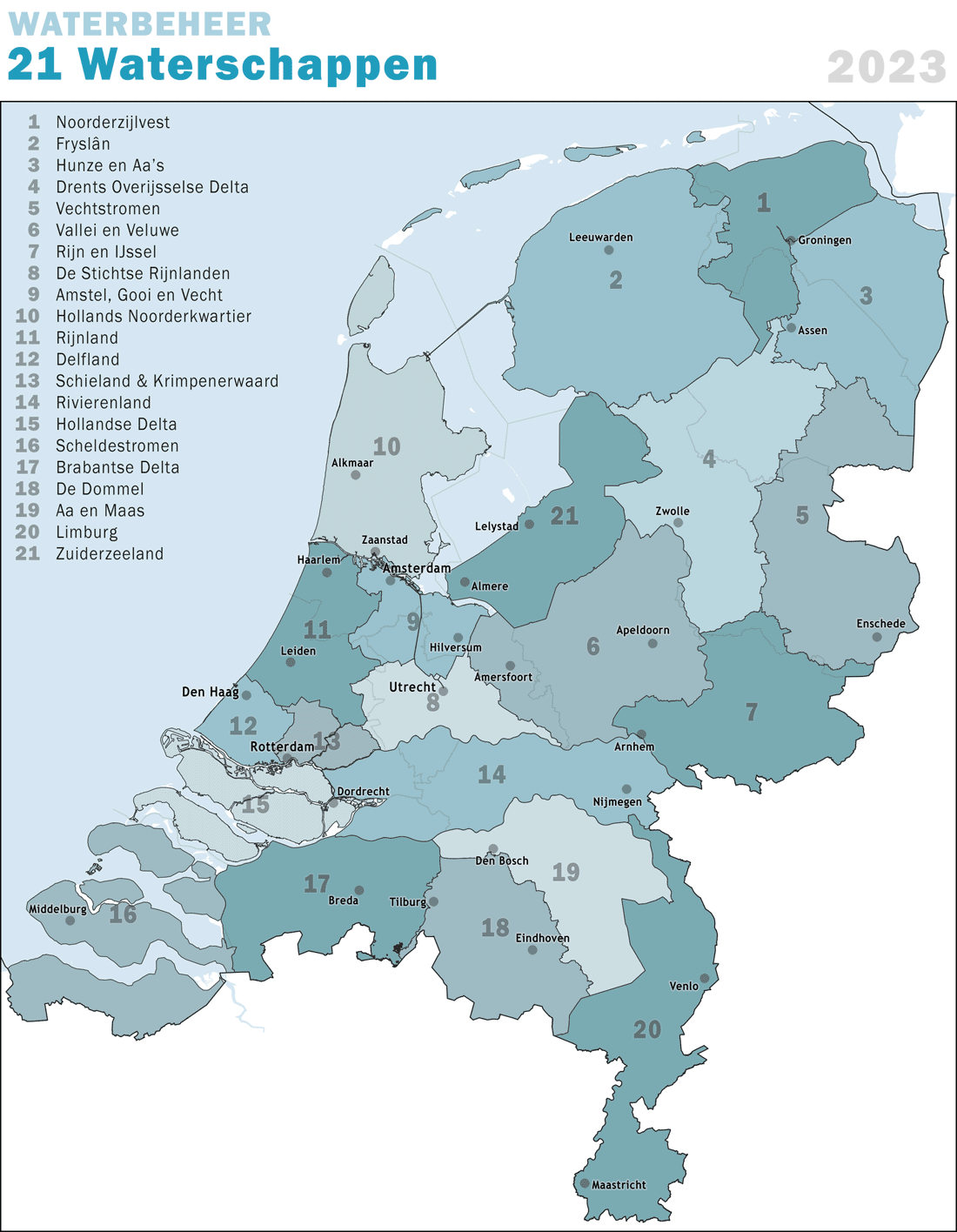
De 21 waterschappen, situatie 2023

Een waterschap is een op basis van de Waterschapswet ingesteld openbaar lichaam dat in een bepaalde regio in Nederland tot taak heeft de waterhuishouding te regelen. Ook wordt de term waterschap gebruikt om de regio aan te duiden waarover die instantie zeggenschap heeft. Het gebied wordt deels bepaald door gemeente- of provinciegrenzen, maar vooral door stroomgebieden of afwateringsgebieden in een bepaalde regio. Sinds 17 mei 2018 zijn er 21 waterschappen in Nederland, in 1950 waren dat er nog ongeveer 2600.

## Hoogheemraadschap
Vijf waterschappen in Utrecht, Zuid- en Noord-Holland dragen de naam hoogheemraadschap in plaats van waterschap. Een hoogheemraadschap is van oudsher een groot waterschap belast met de waterstaatszorg over een uitgebreid gebied, dat gezag uitoefende op lagere waterschappen. Een hoogheemraadschap werd oorspronkelijk bestuurd door regenten en mensen van adel, terwijl de waterschappen van oudsher werden bestuurd door de boeren. Een hoogheemraadschap hield zich bezig met grotere werken, en bescherming van het land tegen de zee en grote rivieren.

## Geschiedenis
Waterschappen behoren tot de oudste instituties van het Nederlandse staatsbestel.
Bronnen zijn schaars zodat niet met zekerheid iets over de vroege geschiedenis van waterschappen valt te zeggen.
Met de Grote Ontginning (10e eeuw) werd het Hollandse landschap in cultuur gebracht. Door het inklinken van de bodem werd het noodzakelijk om polders en afwatering in te richten. Voor de grafelijke tijd was dat een verantwoordelijkheid voor de buurvergadering van een buurschap. Alleen de buren, de eigenaren van een volle hoeve, hadden daarin een stem en toegang tot bestuursfuncties. De zorg voor nieuwe en bestaande dijken en watergangen was hun taak. De verdeling daarin vond plaats volgens de hoefslag. Uit de lokale gemeenschappen werden mensen gekozen die het onderhoud moesten controleren, het zogenaamde schouwen. Geschillen werden voorgelegd aan lokale heemraden, oorspronkelijk uit de lokale bevolking gekozen geschillencommissies. Onder invloed van veranderingen in het grafelijk recht en bestuur gingen vanaf de 13e eeuw lokale polderbesturen samenwerken, wat uiteindelijk leidde tot de waterschappen. Het eerste officiële waterschap was het Hoogheemraadschap van Rijnland, dat in 1255 werd ingesteld door graaf Willem II van Holland. Het Hoogheemraadschap van Schieland dateert van 1273 en dat van Delfland van 1289. Graaf Floris bepaalde in de 13e eeuw dat zijn afgevaardigde in Rijnland dijkgraaf zou heten. Die titel werd later algemeen overgenomen.
Waterschappen vormen de basis van het poldermodel: van oudsher hebben waterschappen de taak namens de bewoners van een bepaald gebied de waterhuishouding te regelen. In polders is dat in eerste instantie de zorg voor de waterstand. Weliswaar hebben gemalen vrijwel overal de taak van de windmolen overgenomen, maar nog altijd blijft het land niet vanzelf droog. Het buiten houden van water en het afvoeren van overtollig water is van oudsher een algemeen belang, waarbij polderbewoners genoodzaakt waren samen te werken. Uit die noodzakelijke samenwerking zijn de waterschappen ontstaan. Zij nemen ook in de Nederlandse rechtsgeschiedenis een bijzondere plaats in. In de grondwet van 1848 is de taak van waterbeheer bij de waterschappen neergelegd. Dit was onder andere om te voorkomen dat gemeenten op hun eigen grondgebied maatregelen zouden nemen die de wateroverlast naar buurgemeenten zou verplaatsen.

### Inliggende waterschappen en overlappende gebieden
Voor het jaar 2005 bestonden er overkoepelende waterschappen, zoals Rijnland, verantwoordelijk voor de waterboezems, met kleinere "inliggende" waterschappen. Ook was er overlap door het bestaan van waterschappen specifiek belast met de zeewaterkering en van zuiveringschappen. Door fusies zijn de inliggende waterschappen en gespecialiseerde schappen stapsgewijs opgeheven, zodat sinds 1 januari 2005 alle waterschappen zowel verantwoordelijk zijn voor de kwantiteit (waterpeil) als de kwaliteit van het water. Ook zijn er geen overlappende gebieden meer, elk deel van het (Europese) grondgebied van Nederland valt nu onder één waterschap.

## Bestuur
Een waterschap wordt ingesteld of opgeheven bij een besluit van de Provinciale Staten. Bij interprovinciale waterschappen is een gemeenschappelijk besluit van alle betrokken Provinciale Staten nodig. Het besluit maakt meestal deel uit van het door de Provinciale Staten vastgestelde reglement van het waterschap. Binnen de kaders van de Waterschapswet wordt in dit reglement de inrichting van het bestuur geregeld.
Elk waterschap heeft een gekozen algemeen bestuur en een dagelijks bestuur, beide voorgezeten door een dijkgraaf (of watergraaf indien er geen belangrijke dijken binnen de waterschapsgrenzen liggen).
Het algemeen bestuur bestaat uit vertegenwoordigers van categorieën belanghebbenden: eigenaren van grond (de ingelanden), pachters van grond, eigenaren van gebouwen (tot 2008), bedrijven en sinds 1992 ook alle bewoners (de ingezetenen). De leden van het algemeen bestuur worden ook wel hoofdingelanden genoemd. Aan bepaalde belanghebbenden (bijvoorbeeld milieuorganisaties) kan de bevoegdheid worden toegekend leden te benoemen.
Het algemeen bestuur (soms verenigde vergadering genoemd) kiest uit zijn leden een aantal heemraden (soms hoogheemraden of gezworenen genoemd) om zitting te nemen in het dagelijks bestuur. Dit college van dijkgraaf en (hoog)heemraden is te vergelijken met het college van burgemeester en wethouders bij een gemeente, al is een waterschapsbestuur monistisch terwijl een gemeentebestuur inmiddels dualistisch functioneert. De dijkgraaf is voorzitter van zowel het algemeen als het dagelijks bestuur en wordt door de Kroon benoemd voor een periode van zes jaar.
Het algemeen bestuur wordt gekozen voor een periode van vier jaar door middel van de waterschapsverkiezingen. Daarbij werd tot 2004 niet op partijen gestemd maar op individuele personen. Bij de waterschapsverkiezingen in november 2008 werd onder de nieuwe Waterschapswet voor het eerst een lijstenstelsel gehanteerd. Anders dan bij de andere verkiezingen (Rijk, provincie, gemeente, Europa) gingen kiezers voor deze verkiezingen niet naar een stembureau, maar werd per post gestemd. Er is veel discussie over de vorm van verkiezen van de waterschapsbesturen (zie verderop).
De bestuurlijke en financiële structuur van het waterschap is van oorsprong vastgesteld volgens het beginsel (trits) belang-betaling-zeggenschap. Volgens dit beginsel wordt onderscheid gemaakt tussen verschillende categorieën belanghebbenden. In het gebied van het waterschap bevinden zich categorieën die meer belang hebben bij de taken van het waterschap dan andere categorieën. Verwacht kan worden dat een akkerbouwer meer afhankelijk is van het waterpeil dan iemand die alleen in het gebied van het waterschap woont, maar daar geen eigen huis of land bezit. Volgens het beginsel belang-betaling-zeggenschap betaalt een categorie die een verhoudingsgewijs groter belang bij de taken van het waterschap heeft ook een groter bedrag aan het waterschap. Deze hogere betaling leidt op zijn beurt weer tot een grotere zeggenschap in het waterschapsbestuur. Dus hoe groter het belang, hoe groter de betaling en ook hoe groter de zeggenschap. Het afgelopen decennium, zeker met de invoering van de Waterschapswet in 2006, is dit principe belang-betaling-zeggenschap losgelaten en dragen de inwoners en bedrijven in het stedelijk gebied (veruit) het grootste deel van de lasten.
De invoering van de categorie ingezetenen in het algemeen bestuur past bij deze ontwikkeling: de lasten van het waterschap zijn verhoudingsgewijs vooral sterk op het stedelijk gebied (ingezetenen, woningbezitters, bedrijven) komen te liggen. Dat laat onverlet dat de besturen nog altijd relatief veel agrarische vertegenwoordigers hebben, mede omdat veel agrarische vertegenwoordigers in de categorie ingezetenen zitting hebben.
De Nederlandse water- en hoogheemraadschappen zijn verenigd in een koepelorganisatie, de Unie van Waterschappen.

## Functionele decentralisatie
Nederland is een gedecentraliseerde eenheidsstaat. Waterschappen zijn net als de provincies en de gemeenten gedecentraliseerde overheidslichamen. Wat het waterschap onderscheidt van provincie en gemeente is zijn taak. Provincie en gemeente hebben in principe een onbepaalde taak, terwijl de taak van waterschappen bepaald is. Bepalend voor provincie en gemeente is het gebied waarbinnen zij verschillende taken vervullen. Provincie en gemeente worden daarom vormen van territoriale decentralisatie genoemd. Bepalend voor het waterschap is zijn taak (of functie); deze taak ligt uitsluitend op het gebied van de waterstaatszorg. Deze beperking van de taak maakt het waterschap tot een lichaam van functionele decentralisatie.

## Taken
De volgende taken worden tot de taken van waterschappen gerekend: de waterkeringszorg, het waterkwantiteitsbeheer en het waterkwaliteitsbeheer.
- De waterkeringszorg bestaat voornamelijk uit het beheer van 3200 kilometer aan primaire waterkeringen, zoals dijken, duinen en dammen. Deze bieden bescherming tegen hoogwater uit zee, het IJsselmeer en de grote rivieren. Daarnaast zijn er nog overige waterkeringen met een totale lengte van 14.900 km.[6]
- Voor het kwantiteitsbeheer beschikken de waterschappen over ruim 6000 gemalen en verder tienduizenden kleinere waterkunstwerken om ervoor te zorgen dat een teveel aan water wordt afgevoerd of voldoende water wordt aangevoerd.[6] Voor de vele sloten geldt een onderhoudsplicht voor de aanwonenden. Het onderhoud van de sloten wordt jaarlijks gecontroleerd door schouwmeesters. In de 21e eeuw wordt er ook geëxperimenteerd met drones.[7]
- Het kwaliteitsbeheer betreft zuivering van het afvalwater dat de huishoudens en bedrijven op het riool lozen. Dit wordt gedaan in 315 rioolwaterzuiveringsinstallaties.[6]

Tussen 1950 en 2005 bestonden er in delen van Nederland ook zuiveringschappen, die specifiek belast waren met de waterkwaliteit in hun gebied. Deze zijn opgeheven en vanaf 1 januari 2005 zijn de waterschappen zowel verantwoordelijk voor de kwantiteit (waterpeil) als de kwaliteit van het water.
Daarnaast kunnen om redenen van doelmatigheid ook andere taken aan het waterschap worden toevertrouwd. Voorbeelden daarvan zijn wegenbeheer en vaarwegenbeheer. Dit zijn taken die in principe algemene democratische overheidslichamen zoals gemeenten of provincies toebehoren. Reden hiervoor is dat in zeer sterke mate ‘bovenwaterschappelijke belangen’ bij deze taak zijn betrokken. Op het gebied van wegen gaat het wel om de wegen en fietspaden buiten de bebouwde kom. Over het algemeen lopen deze wegen door polders en afgelegen gebieden. Ook zorgt het waterschap bij deze wegen voor onderhoud van de wegen, maar ook van de bermen langs de wegen. In de twintigste eeuw bestonden er zelfs waterschappen die alleen wegbeheer als hun taak hadden. Deze werden wel wegwaterschappen of wegschappen genoemd. Het ging meestal om wegen die vooral een lokaal belang hadden.
Op het beleidsterrein van het waterschap kan het algemeen bestuur algemeen verbindende voorschriften vaststellen, zoals verordeningen en 'keuren'. Sommige besluiten behoeven de goedkeuring van de provincie (voorafgaand toezicht), ook kunnen reeds genomen besluiten onder bepaalde omstandigheden door de provincie worden geschorst of vernietigd (toezicht achteraf). Waterschappen worden ingesteld of opgeheven bij provinciale verordening.

## Financiën

### Kosten
Een waterschap maakt kosten voor het onderhoud van dijken, kades en keringen; voor de inrichting, het onderhoud en het dagelijks beheer van waterlopen (poldersloten, duikers, vaarten, kanalen), poldergemalen, boezemgemalen en uitwaterende gemalen en (natuurvriendelijke) oevers. Hiermee wordt de waterkwantiteitstaak (zorgen voor droge voeten) en de waterkeringszorg (dijken, keringen en kades) ingevuld.
Een tweede, grote kostenpost voor veel waterschappen is de waterkwaliteitszorg, in casu het bedrijven, onderhouden en vernieuwen van afvalwaterzuiveringsinstallaties, persleidingen en rioolgemalen.
Een beperkt aantal waterschappen beheert wegen en maakt daardoor kosten voor het beheer en onderhoud daarvan.
In 2023 bedragen de exploitatiekosten ongeveer € 3,6 miljard. Het grootste aandeel in de kosten heeft de zuivering van rioolwater (39% van het totaal), gevolgd door die van de activiteiten in watersystemen (29%) en tot slot het beheer en onderhoud van de waterkeringen (12%). Verder zijn er kosten voor het innen van de belastingen en het bestuur van het waterschap.
Ook btw vormt voor waterschappen een grote kostenpost. Zij kunnen btw op externe goederen en diensten niet terugvorderen, terwijl provincies of gemeenten dat wel kunnen via het btw-compensatiefonds.

### Inkomsten
Ter dekking van de jaarlijkse kosten heft het waterschap diverse belastingen. In 2023 bedraagt het totaal aan inkomsten uit belastingen zo'n € 3,5 miljard (2006: € 2,0 miljard).
Met de opbrengst van de belastingen moeten de kosten gedekt worden, omdat de waterschappen geen geld ontvangen van het rijk. Daarin verschillen ze van gemeenten en provincies, waarvoor het rijk het gemeentefonds respectievelijk provinciefonds vult, terwijl openbare lichamen BES gefinancierd worden vanuit het BES-fonds. De waterschappen hebben geen winstdoel.
Sinds de vernieuwde Waterschapswet kent elk waterschap één watersysteemheffing die in de plaats is gekomen van de aparte heffingen voor waterkwantiteit, waterkeringszorg en het kwaliteitsbeheer van oppervlaktewateren. De kosten die worden gemaakt voor deze taken worden verdeeld tussen inwoners in het algemeen (ingezetenenomslag), eigenaren van gebouwde objecten (omslag gebouwd) en ongebouwde objecten (omslag ongebouwd).
Voor de waterkwaliteitstaak (het zuiveren van afvalwater) heffen de waterschappen de verontreinigingsheffing (zuiveringsheffing). Deze heffing wordt opgelegd naar rato van het aantal vervuilingseenheden dat jaarlijks op het riool wordt geloosd en geldt zowel voor gebruikers/eigenaren van woningen als voor bedrijven.

### Investeringen
De Nederlandse waterschappen investeren op jaarbasis ruim € 2 miljard. Het meeste geld gaat naar de dijken, gevolgd door de rioolwaterzuiveringsinstallaties en dan naar de watersystemen. Op de balans van de waterschappen staat een groot bedrag aan vaste activa en hierop wordt afgeschreven. Waterschappen kunnen voor de financiering van grote projecten langlopende leningen afsluiten bij de Nederlandse Waterschapsbank of bij andere financiële instellingen. Over de leningen wordt rente betaald die ook tot de kosten van het waterschap worden gerekend.

## Discussie over de toekomst van waterschappen
In de vroege 21e eeuw is regelmatig gediscussieerd over de toekomst van de waterschappen en de wijze van hun bestuursverkiezingen, mede door de lage opkomst en het relatief hoge foutpercentage bij de verkiezingen in 2008. Een deel van de landelijke politieke partijen en, tot het afsluiten van het Bestuursakkoord Water in 2011, ook het merendeel van de provincies pleitte voor opheffing van de waterschappen en het onderbrengen van het waterbeheer bij de provincies, omdat op deze manier – in hun ogen – geld zou kunnen worden bespaard en de bestuurlijke drukte kon worden verminderd. Een andere genoemde optie is omvorming van de waterschappen tot gedecentraliseerde rijksdiensten die rechtstreeks onder Rijkswaterstaat vallen.
In het regeerakkoord van VVD en CDA (kabinet-Rutte I, 2010-2012) was afgesproken dat de waterschappen blijven bestaan, waarbij hun besturen indirect via de gemeenteraden gekozen zouden gaan worden. Het kabinet bracht bij monde van staatssecretaris Joop Atsma een wetsvoorstel in behandeling om dit te regelen. Daarin zou ook geregeld worden dat de zittingstermijn van de waterschapsbesturen werd verlengd van eind 2012 tot medio 2014, om in de pas te gaan lopen met de gemeenteraadsverkiezingen. De landelijke politiek stapte daarbij over het bezwaar heen dat bij indirecte verkiezingen specifieke waterpartijen zoals Water Natuurlijk en de Algemene Waterschapspartij weinig kans maken.
De waterschappen zelf verdedigen hun bestaansrecht door erop te wijzen dat hun eventuele opheffing financieel gezien weinig oplevert, en de bestuurlijke drukte maar minimaal vermindert. Zij vrezen juist dat dan waterveiligheid en het waterbeheer in gevaar komen, omdat de budgetten voor water niet langer geborgd zijn. Ook wanneer de waterschappen blijven bestaan kunnen zij hun kosten verminderen, bijvoorbeeld door fusies en vermindering van het aantal waterschapsbestuurders, zoals ook is afgesproken in het Bestuursakkoord Water (2011).
Na de val van het kabinet-Rutte I wijzigde de situatie: zowel Tweede als Eerste Kamer stemden begin juli 2012 in met verlenging van de zittingsperiode van de huidige waterschapsbesturen tot eind 2014 (twee jaar extra), om de Tweede Kamer na de verkiezingen van 12 september 2012 tijd te geven om een nieuwe afweging en keuze te maken over de vorm en invulling van de waterschapsverkiezingen en de institutionele inbedding van de waterschappen. Destijds betekende dit dat de waterschapsverkiezingen in november 2014 zouden plaatsvinden, maar uiteindelijk werd in 2014 besloten om de waterschapsverkiezingen via de Kieswet te regelen en ze voortaan op dezelfde dag als de verkiezingen voor de Provinciale Staten te houden. Op 18 maart 2015 werden de Waterschapsverkiezingen 2015 gehouden. Sindsdien stemt men dan voor de Waterschappen net als bij de andere verkiezingen in het stembureau. Dit doet men dan tegelijk met de Provinciale Statenverkiezingen. Men ontvangt dan ook voor deze verkiezingen een stempas.
In het Regeerakkoord 2012 staat voor de lange termijn het perspectief van vijf landsdelen in plaats van twaalf provincies, en samenvoeging van de waterschappen met de landsdelen. Op middellange termijn wordt gestreefd naar een opschaling tot tien à twaalf waterschappen.
Verder is afgesproken dat de waterschapsverkiezingen gaan plaatsvinden op de dag van de verkiezingen voor Provinciale Staten en dat de waterschappen uit de Grondwet verdwijnen. In het Regeerakkoord 2017 zijn deze plannen weer helemaal verdwenen.